# Кіллар

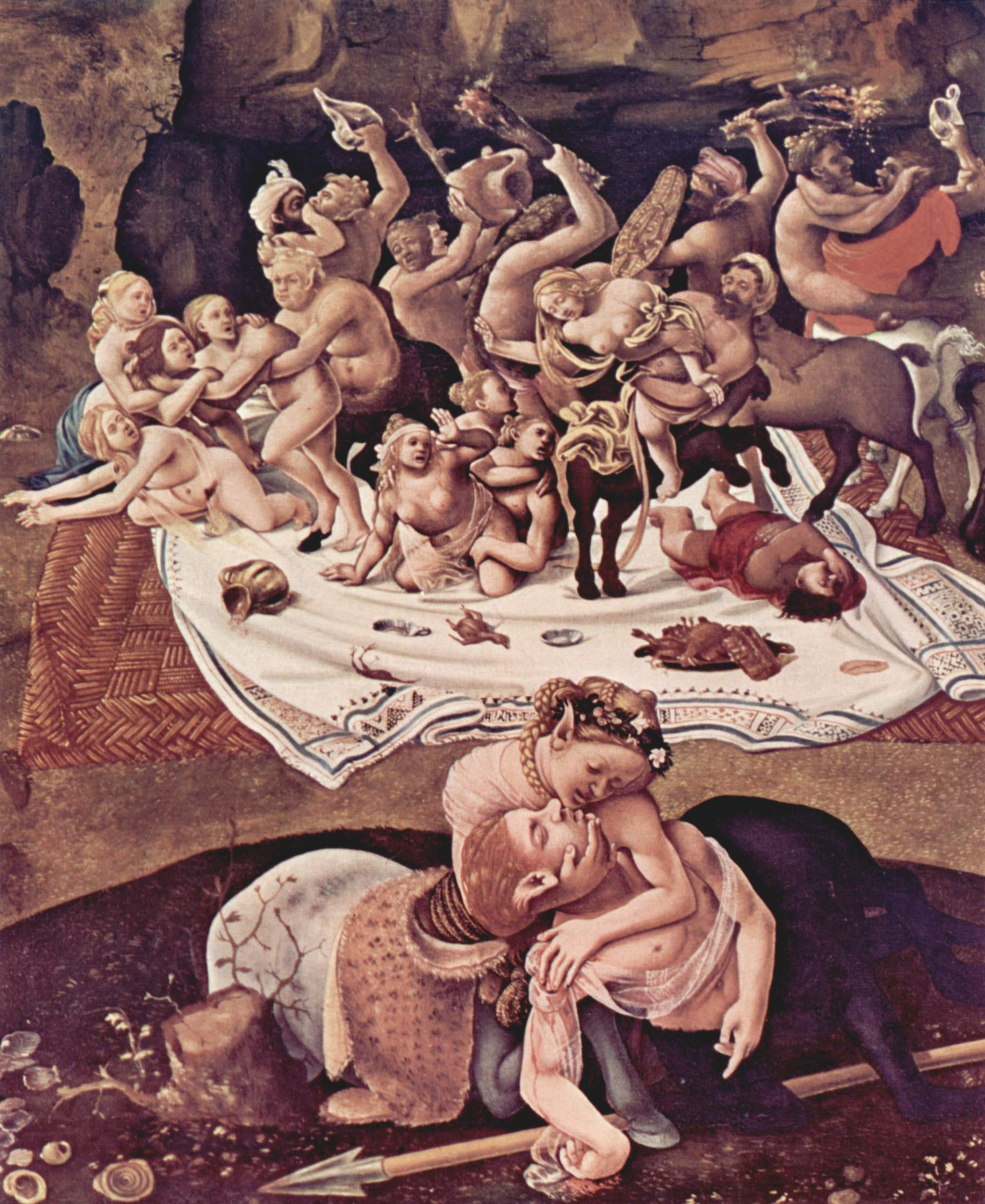
Гілонома та Кіллар. Фрагмент картини П'єро ді Козімо

Кіллар (дав.-гр. Κυλλαροσ) — кентавр, персонаж давньогрецької міфології. Він був найкрасивішим і найсильнішим кентавром. Його дружиною була жінка-кентавр Гілонома. Брав участь у битві з лапітами, під час якої убитий списом. Його дружина з горя позбавила себе життя тим же списом, яким був убитий її чоловік. Цю історію описав у «Метаморфозах» римський поет Овідій.
На честь Кіллара названо астероїд (52975) Кіллар з групи кентаврів.